# Oferdingen
Oferdingen, Reutlingen-Oferdingen — dzielnica miasta Reutlingen w Niemczech, w kraju związkowym Badenia-Wirtembergia.